# Serge Teyssot-Gay
Pour les articles homonymes, voir Teyssot.
Serge Teyssot-Gay, né le 16 mai 1963 à Saint-Étienne dans la Loire, est un guitariste et compositeur français, cofondateur du groupe Noir Désir en activité entre 1980 et le 29 novembre 2010. Il a également créé les groupes Zone libre et Interzone.

## Biographie

### Jeunesse et Noir Désir
Serge Teyssot-Gay naît à Saint-Étienne, mais déménage à Bordeaux dans sa petite enfance lorsque sa mère, secrétaire, s'y installe après sa séparation d'avec son mari en 1964. Á l'âge de neuf ans, il découvre une passion pour la guitare en écoutant Django Reinhardt. Ses influences de jeunesse sont AC/DC, les Stooges, le Gun Club. Il rencontre Bertrand Cantat et Denis Barthe à Bordeaux où ils étudient tous au lycée Saint-Genès et forment le groupe Noir Désir. Avec Vincent Leriche le premier bassiste de Noir Désir, Serge Teyssot-Gay quitte le groupe à cette époque durant quelques mois avant de revenir en 1985.
Avec le succès de Noir Désir en 1987, il devient un élément central de la création musicale du groupe[réf. nécessaire] tout en s'engageant ponctuellement, dès 1996, dans des projets solos ou expérimentaux de collaboration avec des musiciens ou écrivains venant d'autres horizons que celui du rock. Il met en musique des textes littéraires (Georges Hyvernaud, Lydie Salvayre, Bernard Wallet, Attila Jozsef, Stig Dagerman, Vladimir Maïakovski, Allen Ginsberg, Krzysztof Styczynski, Mike Ladd, Michel Bulteau, Saul Williams, Aimé Césaire...)
À la suite de l'arrêt de Noir Désir en 2003, Serge Teyssot-Gay crée en 2005 le duo Interzone avec l'oudiste syrien Khaled Aljaramani rencontré à Damas lors d'une tournée de Noir Désir en avril 2002, avec qui il réalise cinq albums. Sa rencontre avec Marc Sens (guitare) et Cyril Bilbeaud (batterie) donne naissance également au trio Zone libre. Ils ont réalisé ensemble la bande-son du film Magma de Pierre Vinour, et ajouté à leur free-rock des textes et voix de rappeurs de la scène française : Hamé (La Rumeur), Casey, B. James.
En 2010, après le suicide de l'ex-femme de Bertrand Cantat, Krisztina Rády, dont il était proche, Serge Teyssot-Gay se met plus en retrait du groupe[réf. souhaitée], ne participant qu'à l'enregistrement de la reprise de Aucun express d'Alain Bashung pour l'album hommage Tels Alain Bashung (2011). Une altercation survient entre Serge et Bertrand lors du diner fêtant la fin de l'enregistrement, conduisant à la fin du groupe. Depuis, il a rompu tout contact avec Bertrand Cantat.

### Après Noir Désir
Depuis 2011, Zone Libre est un projet en duo avec le batteur Cyril Bilbeaud, se produisant en ciné-concerts ou formant un trio avec Marc Nammour pour les spectacles « Debout dans les cordages » (textes d'Aimé Césaire) et « Dans le Crépitement du brasier souterrain » (textes de Kateb Yacine). Le projet s'étend également en quartet ou sextet pour les créations Zone Libre PolyUrbaine et Kit de Survie.
Il travaille également en duo avec le peintre Paul Bloas à la réalisation d'une performance peinture/guitare intitulée Ligne de Front. Il participe au projet SleepSong du New-Yorkais Mike Ladd sur la guerre « à partir des témoignages de vétérans des conflits afghan et irakien ».
Depuis janvier 2012, il joue en duo avec la contrebassiste de musique improvisée, de musique contemporaine et de jazz Joëlle Léandre, ainsi qu'avec la clarinettiste et compositrice Carol Robinson.
Depuis 2013, il fonde ou participe à  différents projets dont :  
- Orage, musique et danse avec la chorégraphe et danseuse Dalila Belaza
- « Dans le crépitement du brasier souterrain », textes de Kateb Yacine, avec  Marc Nammour et Cyril Bilbeaud ;
- « Debout dans les cordages », extraits du Cahier d'un retour au pays natal d'Aimé Césaire, avec la participation de Marc Nammour à la voix ;
- Zone Libre PolyUrbaine, intégrant les poètes rappeurs Mike Ladd et Marc Nammour, mixant riffs du rock, flows du rap, rythmes impairs  et polyrythmies ;
- Kit de survie (en milieu hostile), où Médéric Collignon et Akosh Szelevényi se produisent avec PolyUrbaine (respectivement aux bugle et saxophone) ;
- Kintsugi, avec Gaspar Claus (violoncelle) et Kakushin Nishihara (biwa et voix) ;
- Animal K et Johtolat, avec Violaine Lochu et Marie Suzanne de Loye.
- Golden Hello qui devient Hypogé puis de Surfaces du monde, projet littérature musique et cinéma, avec Éric Arlix
- Marcher [dessus le paysage], de Loïc Guénin, avec Nacera Belaza, Dalila Belaza, et Vincent Beaume
- Cette guitare a une bouche, avec Rodolphe Burger, Sarah Murcia et Arnaud Diertelen
- A Nano World 一幀世紀, avec Xie Yugang 谢玉岗
- Bartók : de Budapest à Biskra, de et avec Camel Zekri, en collaboration avec Akosh Szelevényi et Olivier Benoit
- Immersio, concert subaquatique avec le photographe Anthony Jean conçu par David Daubanes

## Discographie

### Avec Noir Désir
- 1987 : Où veux-tu qu'je r'garde ?
- 1989 : Veuillez rendre l'âme (à qui elle appartient)
- 1991 : Du ciment sous les plaines
- 1992 : Tostaky
- 1994 : Dies irae
- 1996 : 666.667 Club
- 1998 : One Trip/One Noise
- 2000 : En route pour la joie
- 2001 : Des visages des figures
- 2004 : Nous n'avons fait que fuir
- 2005 : Noir Désir en public

### Solo
- 1996 : Silence radio
- 2000 : On croit qu'on en est sorti

### Avec Interzone
- 2005 : Interzone
- 2006 : Deuxième Jour
- 2013 : Waiting for Spring
- 2019 : Kan Ya Ma Kan
- 2024 : Waslat

### Avec Zone libre
- 2007 : Faites vibrer la chair
- 2009 : L'Angle mort (avec Hamé de la Rumeur et Casey)
- 2011 : Les Contes du chaos (avec Casey et B.James du collectif Anfalsh)
- 2015 : Zone libre polyurbaine (avec Mike Ladd et Marc Nammour)
- 2017 : Debout dans les cordages (avec Marc Nammour)

### Avec Kit de Survie
- 2017 : En milieu hostile (avec Mike Ladd, Marc Nammour, Akosh.S, Médéric Collignon)

### Avec Kintsugi
- 2017 : Yoshitsune , avec Kakushin Nishihara et Gaspar Claus (Intervalle Triton/Les disques du Festival Permanent/ L'autre distribution )

### Avec  Xie Yugang 谢玉岗
- 2018 : A Nano World 一幀世紀

### Avec Joëlle Léandre
- 2012 : Trans (Intervalle Triton/L'autre distribution)
- 2015 : Trans 2 (Intervalle Triton/L'autre distribution)

### Avec Carol Robinson
- 2024 : The Weather Pieces (Mode Records)
- 2025 : Stop Killing Us

### Avec Michel Bulteau
- 2011 : Mexico City Blues

### Livres Disques
- 2002 : Contre  (ISBN 2843351324) avec Lydie Salvayre
- 2006 : Dis pas ça  (ISBN 2070777219) avec Lydie Salvayre
- 2007 : Des millions de morts se battent entre eux  (ISBN 2914192231) avec Krzysztof Styczynski
- 2008 : Attila József, à cœur pur  (ISBN 9782020967990) avec Denis Lavant
- 2016 : Ripostes, avec Michel Bulteau, Krzysztof Styczynski et Saul Williams

### Participations
- 1993 : Hunger of a Thin Man de Théo Hakola
- 1997 : Blues Stories de Little Bob
- 1998 : 1000 Vietnam de Giorgio Canali
- 1999 : Les P'tits Papiers avec le collectif Liberté de Circulation
- 2000 : Faux-ami de Marc Sens
- 2001 : Who Defecates in Your Head Bob? de Quincannon
- 2004 : Paris nous nourrit, Paris nous affame sur l'album Regain de Tension de La Rumeur
- 2007 : Je suis une bande ethnique à moi tout seul sur l'album Du Cœur à l'Outrage de La Rumeur
- 2007 : Des millions de morts se battent entre eux de Krzysztof Styczynski  (ISBN 2-914192-23-1)
- 2007 : Je cherche (enregistré en 2004) sur l'album 1997-2007 Les Inédits de La Rumeur
- 2007 : Le Syndrome du polo vert (et marron rayé) sur l'album Spoke Orkestra n'existe pas de Spoke Orkestra
- 2009 : J'ai rien compris mais je suis d'accord de Nonstop
- 2011 : Conversation #1 sur l'album Sutures de Franco Mannara
- 2014 : Omar sur l'album La Nausée de La Canaille
- 2016 : Silencio Ondulado sur l'album Al Viento de Pedro Soler et Gaspar Claus
- 2018 : Mycelium du Jacky Molard Quartet